# Andrius Bagdonas

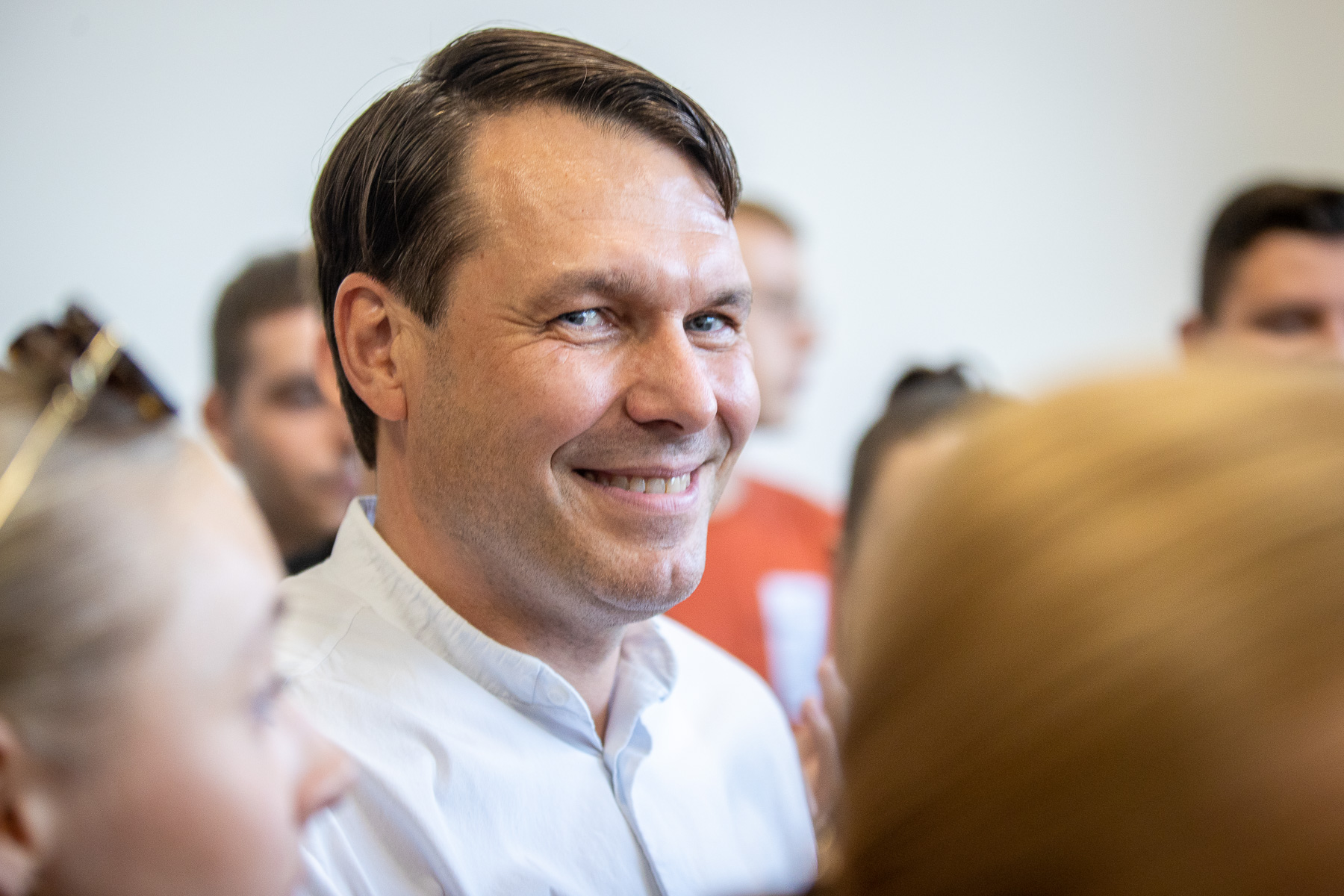
Andrius Bagdonas, 2023

Andrius Bagdonas (* 8. September 1974 in Neringa) ist ein litauischer liberaler Politiker, Seimas-Mitglied.

## Leben
Nach dem Abitur 2006 an der Mittelschule Nida absolvierte Andrius Bagdonas 2008 eine Ausbildung am Berufsbildungszentrum für Angestellte im Dienstleistungsgewerbe in der zweitgrößten litauischen Stadt Kaunas,  2009 die Internationale Baltische Akademie, von 2009 bis 2013 das Bachelorstudium des Tourismus und von 2013 bis 2015 das Masterstudium des Managements der Rekreation an der Universität Klaipėda in der litauischen Hafenstadt Klaipėda. Seit 2020 ist er Mitglied des Seimas.
Bagdonas war Vorstandsmitglied, von 2006 bis 2007 Clubpräsident des öffentlichen Sportvereins Neringa Kuršiai.
Von 2008 bis 2020 war er Ratsmitglied der Gemeinde Neringa. Ab 2012 war er  Leiter der Sektion Neringa und ab 2019 stellv. Vorsitzender der LRLS.
Bagdonas spricht Englisch und Russisch.
Bagdonas ist geschieden und hat zwei Kinder.